# مغربة القرارة (مدينة حجة)

تعديل مصدري - تعديل

مغربة القرارة هي إحدى قرى عزلة عبس بمديرية مدينة حجة التابعة لمحافظة حجة، بلغ تعداد سكانها 53 نسمة حسب تعداد اليمن لعام 2004.